# Vilavelhense Futebol Clube
Il Vilavelhense Futebol Clube, noto anche semplicemente come Vilavelhense, è una società calcistica brasiliana con sede nella città di Vila Velha, nello stato dell'Espírito Santo.

## Storia
Il club è stato fondato il 10 febbraio 2003. Ha vinto il Campeonato Capixaba Série B nel 2003 e la Copa Espírito Santo nel 2006. Il Vilavelhense è stato eliminato al primo turno della Coppa del Brasile nel 2007 dal Treze.

## Palmarès

### Competizioni statali
- Campeonato Capixaba Série B: 2

2003, 2020
- Copa Espírito Santo: 1

2006